# Presque Isle (Wisconsin)
Presque Isle – miasto w Stanach Zjednoczonych, w stanie Wisconsin, w hrabstwie Vilas.